# Phlyctimantis leonardi
Phlyctimantis leonardi es una especie de anfibios de la familia Hyperoliidae.
Habita en República del Congo, el oeste de la República Democrática del Congo, Guinea Ecuatorial, Gabón y posiblemente en el enclave de Cabinda (Angola).
Su hábitat natural incluye bosques tropicales o subtropicales secos y a baja altitud, praderas húmedas o inundadas en algunas estaciones, marismas intermitentes de agua dulce, jardines rurales y zonas previamente boscosas ahora degradadas.
Está amenazada de extinción por la pérdida de su hábitat natural.